# Серхіо Баррето
Серхіо Баррето (ісп. Sergio Barreto, нар. 20 квітня 1999, Клорінда) — аргентинський футболіст, захисник мексиканського клубу «Пачука».

## Ігрова кар'єра
Народився 20 квітня 1999 року в місті Клорінда. Вихованець футбольної школи клубу «Індепендьєнте» (Авельянеда). Дорослу футбольну кар'єру розпочав 2017 року в основній команді того ж клубу, в якій провів сім сезонів, взявши участь у 68 матчах чемпіонату.
13 червня 2023 року Баррето приєднався до складу мексиканського клубу «Пачука». 2024 року аргентинець став з командою переможцем Ліги чемпіонів КОНКАКАФ. Станом на 10 липня 2025 року відіграв за команду з Пачука-де-Сото 52 матчі в національному чемпіонаті.

## Статистика виступів

### Статистика клубних виступів
Станом на 14 лютого 2020 року
| Сезон             | Команда           | Чемпіонат         | Чемпіонат | Чемпіонат | Національний кубок | Національний кубок | Національний кубок | Континентальні кубки | Континентальні кубки | Континентальні кубки | Інші змагання | Інші змагання | Інші змагання | Усього | Усього | Усього |
| Сезон             | Команда           | Ліга              | Ігор      | Голів     | Ліга               | Ігор               | Голів              | Ліга                 | Ігор                 | Голів                | Ліга          | Ігор          | Голів         | Ігор   | Голів  |        |
| ----------------- | ----------------- | ----------------- | --------- | --------- | ------------------ | ------------------ | ------------------ | -------------------- | -------------------- | -------------------- | ------------- | ------------- | ------------- | ------ | ------ | ------ |
| 2017–18           | «Індепендьєнте»   | ПД                | 1         | 0         | КА                 | 0                  | 0                  | КЛ                   | 0                    | 0                    |               | -             | -             | 1      | 0      |        |
| 2018–19           | «Індепендьєнте»   | ПД                | 1         | 0         | КА                 | 0                  | 0                  | ПАК                  | 0                    | 0                    |               | -             | -             | 1      | 0      |        |
| 2019–20           | «Індепендьєнте»   | ПД                | 3         | 0         | КА                 | 0                  | 0                  | ПАК                  | 0                    | 0                    |               | -             | -             | 3      | 0      |        |
| Усього за кар'єру | Усього за кар'єру | Усього за кар'єру | 5         | 0         |                    | 0                  | 0                  |                      | 0                    | 0                    |               | -             | -             | 5      | 0      |        |

## Титули і досягнення
- Переможець Ліги чемпіонів КОНКАКАФ (1):

«Пачука»: 2024